# Morris Cowley
Morris Cowley är en personbil, tillverkad av den brittiska biltillverkaren Morris mellan 1954 och 1959.

## Cowley (1954–59)
Våren 1954 återkom modellnamnet Cowley. Det rörde sig återigen om en enklare version av systermodellen Oxford. Bilen hade den mindre 1200cc-motorn från Austin A40 Cambridge.
Hösten 1956 uppdaterades Cowley-modellen med nytt bakparti. Den mindre motorn ersattes av samma 1,5-litersversion som hos systermodellen.
Den enkla Cowley-modellen sålde betydligt sämre än Oxford. Endast 17 413 st 1200cc-bilar och 4 623 st 1500cc-bilar tillverkades och modellen försvann efter 1959.
Motor:
| Modell      | Motor              | Cylindervolym | Effekt | Bränslesystem   |
| ----------- | ------------------ | ------------- | ------ | --------------- |
| Cowley      | 4-cyl radmotor ohv | 1200 cm³      | 42 hk  | Enkel förgasare |
| Cowley 1500 | 4-cyl radmotor ohv | 1489 cm³      | 55 hk  | Enkel förgasare |